# Disphragis hertha
Disphragis hertha is een vlinder uit de familie van de tandvlinders (Notodontidae). De wetenschappelijke naam van de soort is, als Heterocampa hertha, voor het eerst geldig gepubliceerd in 1892 door William Schaus.

## Type
- syntypes: "females"
- instituut: USNM Smithsonian Institution, Washington, U.S.A.
- typelocatie: "Brazil, Rio de Janeiro, Petriopolis"